# Hoa hậu Hoàn vũ 2013
Hoa hậu Hoàn vũ 2013 là cuộc thi Hoa hậu Hoàn vũ lần thứ 62, được tổ chức vào ngày 09 tháng 11 năm 2013 tại Tòa Thị chính Crocus, Krasnogorsk, một vùng ngoại ô của Moskva, Nga. Hoa hậu Hoàn vũ 2012 Olivia Culpo đến từ Hoa Kỳ đã trao lại vương miện cho Hoa hậu Venezuela là Gabriela Isler vào cuối đêm chung kết. Cuộc thi có tổng cộng 86 thí sinh tranh tài đến từ các quốc gia và vùng lãnh thổ trên thế giới.

## Kết quả

Tòa Thị chính Crocus, Moscow, Nga, địa điểm chính thức diễn ra cuộc thi Hoa hậu Hoàn vũ 2013.

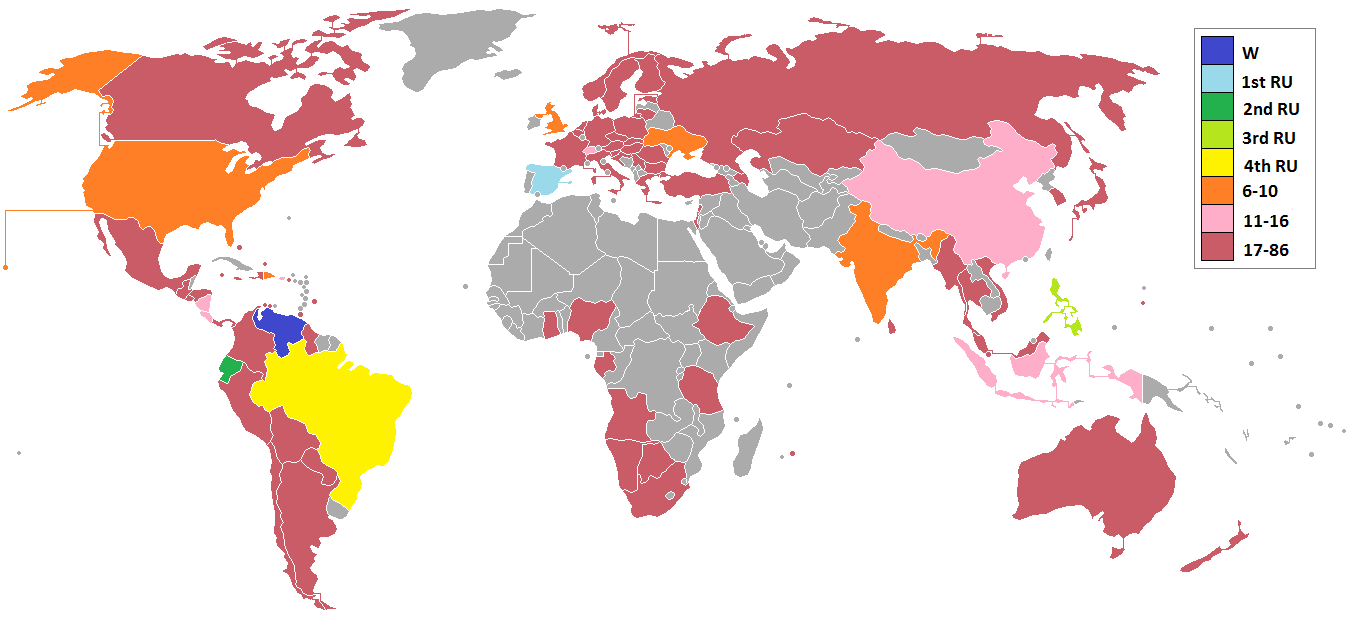
Các quốc gia và vùng lãnh thổ tham gia Hoa hậu Hoàn vũ 2013 và kết quả

### Thứ hạng
| Kết quả              | Thí sinh |
| -------------------- | --- |
| Hoa hậu Hoàn vũ 2013 | - Venezuela – Gabriela Isler |
| Á hậu 1              | - Tây Ban Nha – Patricia Yurena Rodríguez |
| Á hậu 2              | - Ecuador – Constanza Báez |
| Á hậu 3              | - Philippines – Ariella Arida § |
| Á hậu 4              | - Brazil – Jakelyne Oliveira |
| Top 10               | - Cộng hòa Dominica – Yaritza Reyes - Anh Quốc – Amy Willerton - Ấn Độ – Manasi Moghe - Ukraine – Olga Storozhenko - Hoa Kỳ – Erin Brady                                            |
| Top 16               | - Trung Quốc – Jin Ye - Costa Rica – Fabiana Granados - Indonesia – Whulandary Herman - Nicaragua – Nastassja Bolívar - Puerto Rico – Monic Pérez - Thụy Sĩ – Dominique Rinderknech |

§: Thí sinh được vào thẳng Top 16 do bình chọn từ khán giả.

### Các giải thưởng đặc biệt
| Giải thưởng        | Thí sinh                      |
| ------------------ | ----------------------------- |
| Hoa hậu Thân thiện | - Trung Quốc – Jin Ye         |
| Hoa hậu Ảnh        | - Ba Lan – Paulina Krunpinska |

### Trang phục dân tộc đẹp nhất
| Kết quả   | Thí sinh                                |
| --------- | --------------------------------------- |
| Giải Nhất | - Nicaragua – Nastassja Bolívar         |
| Giải Nhì  | - Trinidad và Tobago – Catherine Miller |
| Giải Ba   | - Nga – Elmira Abdrazakova              |
| Giải Tư   | - Indonesia – Whulandary Herman         |
| Giải Năm  | - Nhật Bản – Yukimi Matsuo              |

### Thứ tự gọi tên
| 1. Costa Rica 2. Ukraine 3. Trung Quốc 4. Ecuador 5. Anh Quốc 6. Indonesia 7. Venezuela 8. Cộng hòa Dominica 9. Puerto Rico 10. Tây Ban Nha 11. Hoa Kỳ 12. Nicaragua 13. Thụy Sĩ 14. Ấn Độ 15. Brazil 16. Philippines | 1. Tây Ban Nha 2. Philippines 3. Anh Quốc 4. Ấn Độ 5. Brazil 6. Hoa Kỳ 7. Ukraine 8. Ecuador 9. Venezuela 10. Cộng hòa Dominica | 1. Brazil 2. Tây Ban Nha 3. Ecuador 4. Philippines 5. Venezuela |

## Nhạc nền
- Giới thiệu: "Clarity" của Zedd, Foxes; "Walking on Air" của Anise K, Snoop Dogg và Bella Blue
- Phần thi áo tắm: "Miss Jackson" và "I Write Sins Not Tragedies" của Panic! at the Disco (hát trực tiếp)
- Phần thi trang phục dạ hội: "Amor" và "In Another Life" của Emin (hát trực tiếp)
- Nhìn lại Top 5: "A Little Party Never Killed Nobody (All We Got)" của Fergie, Q-Tip và GoonRock
- Màn trình diễn đặc biệt: "Dream On" của Steven Tyler (hát trực tiếp)

## Giám khảo

### Sơ khảo
- Irina Agalarova – Người mẫu thời trang Nga.[1][2]
- Corinne Nicolas – Cựu chiến binh ngành người mẫu.
- David Perozzi – Nhà sản xuất và nhà báo được đề cử giải Emmy.
- Alicia Quarles – Phóng viên của New York cho E! News.
- Gabriel Rivera-Barraza – Nhà quảng cáo thời trang và nhà từ thiện.
- Jose Sariego – Phó Chủ tịch Kinh doanh và Pháp lý của Truyền hình Telemundo.
- Elena Semikina – Hoa hậu Hoàn vũ Canada 2010.

### Chung kết
- Carol Alt – Người mẫu và diễn viên người Mỹ, chủ một chương trình của Fox News A Healthy You & Carol Alt[1][3][4].
- Italo Fontana – Thợ đồng hồ Ý, người sáng lập ra đồng hồ U-Boat[4].
- Philipp Kirkorov – Ca sĩ nhạc Pop người Nga[4].
- Tara Lipinski – Vận động viên trượt băng người Mỹ, huy chương vàng Olympic[4].
- Nobu Matsuhisa – Đầu bếp nổi tiếng của Nhật Bản[4].
- Farouk Shami – Doanh nhân người Palestine-Mỹ, người sáng lập công ty sản phẩm chăm sóc tóc chuyên nghiệp Farouk Systems[4].
- Steven Tyler – Ca sĩ chính của Aerosmith, cựu giám khảo của American Idol[4][5].
- Anne Vyalitsyna – Người mẫu Nga, huấn luyện viên cho chương trình thực tế The Face[4][6].

## Thí sinh tham gia
Cuộc thi có 86 thí sinh tham gia:
| Quốc gia/Lãnh thổ        | Thí sinh                   | Tuổi | Chiều cao              | Quê quán              |
| ------------------------ | -------------------------- | ---- | ---------------------- | --------------------- |
| Angola                   | Vaumara Rebelo             | 22   | 1,73 m (5 ft 8 in)     | Luanda                |
| Argentina                | Brenda González            | 20   | 1,70 m (5 ft 7 in)     | Rosario               |
| Aruba                    | Stefanie Evangelista       | 24   | 1,70 m (5 ft 7 in)     | San Nicolaas          |
| Úc                       | Olivia Wells               | 19   | 1,78 m (5 ft 10 in)    | Melbourne             |
| Áo                       | Doris Hofmann              | 23   | 1,73 m (5 ft 8 in)     | Steyr                 |
| Azerbaijan               | Aysel Manafova             | 23   | 1,68 m (5 ft 6 in)     | Bakú                  |
| Bahamas                  | Lexi Wilson                | 22   | 1,73 m (5 ft 8 in)     | Nassau                |
| Bỉ                       | Noémie Happart             | 20   | 1,73 m (5 ft 8 in)     | Liege                 |
| Bolivia                  | Alexia Viruez              | 19   | 1,80 m (5 ft 11 in)    | Santa Cruz            |
| Botswana                 | Tsaone Macheng             | 24   | 1,65 m (5 ft 5 in)     | Gaborone              |
| Brazil                   | Jakelyne Oliveira          | 20   | 1,78 m (5 ft 10 in)    | Rondonópolis          |
| Quần đảo Virgin (Anh)    | Sharie De Castro           | 22   | 1,63 m (5 ft 4 in)     | Tortola               |
| Bulgaria                 | Veneta Kristeva            | 21   | 1,70 m (5 ft 7 in)     | Sofia                 |
| Canada                   | Riza Santos                | 27   | 1,70 m (5 ft 7 in)     | Calgary               |
| Chile                    | María Jesús Matthei        | 21   | 1,80 m (5 ft 11 in)    | Santiago              |
| Trung Quốc               | Jin Ye                     | 25   | 1,78 m (5 ft 10 in)    | Bắc Kinh              |
| Colombia                 | Lucia Aldana               | 21   | 1,68 m (5 ft 6 in)     | Cali                  |
| Costa Rica               | Fabiana Granados           | 23   | 1,75 m (5 ft 9 in)     | Guanacaste            |
| Croatia                  | Melita Fabečić             | 18   | 1,73 m (5 ft 8 in)     | Zagreb                |
| Curaçao                  | Eline De Pool              | 19   | 1,75 m (5 ft 9 in)     | Willemstad            |
| Cộng hòa Séc             | Gabriela Kratochvilová     | 23   | 1,73 m (5 ft 8 in)     | Chotěboř              |
| Đan Mạch                 | Cecilia Iftikhar           | 26   | 1,68 m (5 ft 6 in)     | Copenhagen            |
| Cộng hòa Dominican       | Yaritza Reyes              | 19   | 1,80 m (5 ft 11 in)    | Santo Domingo         |
| Ecuador                  | Constanza Báez             | 22   | 1,75 m (5 ft 9 in)     | Quito                 |
| El Salvador              | Alba Delgado               | 22   | 1,70 m (5 ft 7 in)     | San Salvador          |
| Estonia                  | Kristina Karjalainen       | 24   | 1,80 m (5 ft 11 in)    | Tallinn               |
| Ethiopia                 | Mhadere Tigabe             | 19   | 1,80 m (5 ft 11 in)    | Addis Ababa           |
| Phần Lan                 | Lotta Hintsa               | 25   | 1,70 m (5 ft 7 in)     | Helsinki              |
| Pháp                     | Hinarani de Longeaux       | 23   | 1,75 m (5 ft 9 in)     | Tahiti                |
| Gabon                    | Jennifer Ondo              | 21   | 1,75 m (5 ft 9 in)     | Libreville            |
| Đức                      | Anne-Julia Hagen           | 23   | 1,73 m (5 ft 8 in)     | Berlin                |
| Ghana                    | Hanniel Jamin              | 19   | 1,73 m (5 ft 8 in)     | Accra                 |
| Anh Quốc                 | Amy Willerton              | 21   | 1,75 m (5 ft 9 in)     | Luân Đôn              |
| Hy Lạp                   | Anastasia Sidiropoulou     | 21   | 1,75 m (5 ft 9 in)     | Athens                |
| Guam                     | Alixes Scott               | 18   | 1,73 m (5 ft 8 in)     | Tumon                 |
| Guatemala                | Paulette Samayoa           | 23   | 1,70 m (5 ft 7 in)     | Thành phố Guatemala   |
| Guyana                   | Katherina Roshana          | 24   | 1,73 m (5 ft 8 in)     | Georgetown            |
| Haiti                    | Mondiana Pierre            | 21   | 1,78 m (5 ft 10 in)    | Port-au-Prince        |
| Honduras                 | Diana Mendoza              | 26   | 1,75 m (5 ft 9 in)     | Tela                  |
| Hungary                  | Rebeka Kárpáti             | 19   | 1,68 m (5 ft 6 in)     | Budapest              |
| Ấn Độ                    | Manasi Moghe               | 22   | 1,73 m (5 ft 8 in)     | Mumbai                |
| Indonesia                | Whulandary Herman          | 26   | 1,77 m (5 ft 9+1⁄2 in) | Pariaman              |
| Israel                   | Yityish Aynaw              | 22   | 1,80 m (5 ft 11 in)    | Netanya               |
| Ý                        | Luna Voce                  | 25   | 1,75 m (5 ft 9 in)     | Crotone               |
| Jamaica                  | Kerrie Baylis              | 25   | 1,80 m (5 ft 11 in)    | Kingston              |
| Nhật Bản                 | Yukimi Matsuo              | 26   | 1,73 m (5 ft 8 in)     | Kyoto                 |
| Kazakhstan               | Zhazira Nurimbetova        | 19   | 1,75 m (5 ft 9 in)     | Almaty                |
| Hàn Quốc                 | Yu-mi Kim                  | 23   | 1,75 m (5 ft 9 in)     | Seoul                 |
| Liban                    | Karen Ghrawi               | 22   | 1,70 m (5 ft 7 in)     | Beirut                |
| Lithuania                | Simona Burbaitė            | 21   | 1,73 m (5 ft 8 in)     | Vilnius               |
| Malaysia                 | Carey Ng                   | 25   | 1,78 m (5 ft 10 in)    | Putrajaya             |
| Mauritius                | Diya Beeltah               | 25   | 1,73 m (5 ft 8 in)     | Quatre Bornes         |
| Mexico                   | Cynthia Duque              | 21   | 1,75 m (5 ft 9 in)     | Monterrey             |
| Myanmar                  | Moe Set Wine               | 25   | 1,78 m (5 ft 10 in)    | Yangon                |
| Namibia                  | Paulina Malulu             | 24   | 1,73 m (5 ft 8 in)     | Windhoek              |
| Hà Lan                   | Stephanie Tency            | 23   | 1,73 m (5 ft 8 in)     | Amsterdam             |
| New Zealand              | Holly Michelle Cassidy     | 22   | 1,70 m (5 ft 7 in)     | Auckland              |
| Nicaragua                | Nastassja Bolívar          | 25   | 1,78 m (5 ft 10 in)    | Diriamba              |
| Nigeria                  | Stephanie Okwu             | 19   | 1,85 m (6 ft 1 in)     | Imo State             |
| Na Uy                    | Mari Chauhan               | 24   | 1,75 m (5 ft 9 in)     | Hamar                 |
| Panama                   | Carolina Brid              | 23   | 1,80 m (5 ft 11 in)    | Veraguas              |
| Paraguay                 | Guadalupe González         | 21   | 1,73 m (5 ft 8 in)     | Asunción              |
| Perú                     | Cindy Mejía                | 26   | 1,75 m (5 ft 9 in)     | Lima                  |
| Philippines              | Ariella Arida              | 24   | 1,73 m (5 ft 8 in)     | Laguna                |
| Ba Lan                   | Paulina Krupińska          | 26   | 1,80 m (5 ft 11 in)    | Warszawa              |
| Puerto Rico              | Monic Pérez                | 23   | 1,78 m (5 ft 10 in)    | Aercibo               |
| România                  | Oana Roxana Andrei         | 26   | 1,78 m (5 ft 10 in)    | Târgovişte            |
| Nga                      | Elmira Abdrazakova         | 23   | 1,75 m (5 ft 9 in)     | Mezhdurechensk        |
| Serbia                   | Ana Vrcelj                 | 20   | 1,78 m (5 ft 10 in)    | Beograd               |
| Singapore                | Shi Lim                    | 25   | 1,78 m (5 ft 10 in)    | Bukit Batok           |
| Slovakia                 | Jeanette Borhyová          | 21   | 1,73 m (5 ft 8 in)     | Ivanka pri Dunaji     |
| Slovenia                 | Nina Đurđević              | 22   | 1,80 m (5 ft 11 in)    | Maribor               |
| Nam Phi                  | Marilyn Ramos              | 22   | 1,75 m (5 ft 9 in)     | Klerksdorp            |
| Tây Ban Nha              | Patricia Rodriguez         | 23   | 1,75 m (5 ft 9 in)     | Quần đảo Canaria      |
| Sri Lanka                | Amanda Marietta Rathnayake | 23   | 1,68 m (5 ft 6 in)     | Colombo               |
| Thụy Điển                | Alexandra Friberg          | 19   | 1,80 m (5 ft 11 in)    | Stockholm             |
| Thụy Sĩ                  | Dominique Rinderknecht     | 24   | 1,75 m (5 ft 9 in)     | Zurich                |
| Tanzania                 | Betty Boniphace            | 20   | 1,73 m (5 ft 8 in)     | Dar es Salaam         |
| Thái Lan                 | Chalita Yaemwannang        | 25   | 1,75 m (5 ft 9 in)     | Băng Cốc              |
| Trinidad và Tobago       | Catherine Miller           | 21   | 1,80 m (5 ft 11 in)    | Port of Spain         |
| Thổ Nhĩ Kỳ               | Berrin Keklikler           | 19   | 1,78 m (5 ft 10 in)    | Istanbul              |
| Quần đảo Turks và Caicos | Snwazna Adams              | 27   | 1,73 m (5 ft 8 in)     | Providenciales        |
| Ukraine                  | Olga Storozhenko           | 21   | 1,78 m (5 ft 10 in)    | Vinnytsia             |
| Hoa Kỳ                   | Erin Brady                 | 26   | 1,73 m (5 ft 8 in)     | East Hampton          |
| Venezuela                | Gabriela Isler             | 25   | 1,78 m (5 ft 10 in)    | Valencia              |
| Việt Nam                 | Trương Thị May             | 25   | 1,73 m (5 ft 8 in)     | Thành phố Hồ Chí Minh |

## Thông tin về các cuộc thi quốc gia

### Tham gia lần đầu
- Azerbaijan

### Trở lại
- Lần cuối tham gia vào năm 1961:
  -  Myanmar
- Lần cuối tham gia vào năm 2004:
  -  Áo
- Lần cuối tham gia vào năm 2011:
  -  Kazakhstan
  -  Slovenia
  -  Quần đảo Turks và Caicos

### Chỉ định
- Áo – Doris Hofmann được chỉ định làm đại diện cho Áo, cô là Á hậu 1 tại cuộc thi Hoa hậu Áo 2013.[79]
- Azerbaijan – Aysel Manafova được chỉ định làm đại diện cho Azerbaijan bởi Aras Agalarov, một trong những người tổ chức chính cuộc thi này, cô trước đây là Hoa hậu Azerbaijan 2012.
- Đan Mạch – Cecilia Iftikhar được chỉ định làm đại diện cho Đan Mạch bởi Lene Memborg, giám đốc quốc gia Hoa hậu Hoàn vũ ở Đan Mạch. Cecilia trước đây là Hoa hậu Trái Đất Đan Mạch 2011.
- Đức – Anne-Julia Hagen được chỉ định làm "Hoa hậu Hoàn vũ Đức 2013" sau khi một cuộc gọi tuyển đã diễn ra. Cô là Hoa hậu Đức 2010.
- Hy Lạp –  Anastasia Sidiropoulou được Vassilis Prevelakis, giám đốc quốc gia Hoa hậu Hoàn vũ ở Hy Lạp, chọn là "Hoa hậu Hoàn vũ Hy Lạp 2013". Anastasia trước đây là "Miss Young 2010" (Hoa hậu Tuổi Teen Hy Lạp).[80]
- Kazakhstan – Aygerim Kozhakanova được chỉ định làm đại diện cho Kazakhstan, cô là thí sinh tại cuộc thi Hoa hậu Kazakhstan năm 2012.
- Việt Nam – Trương Thị May được Unicorp, người giữ giấy phép của Tổ chức Hoa hậu Hoàn vũ Việt Nam, chỉ định là "Hoa hậu Hoàn vũ Việt Nam 2013"[78]. Cô là Á hậu 1 tại cuộc thi Hoa hậu Phụ nữ Việt Nam qua ảnh 2006 và Hoa hậu các dân tộc Việt Nam 2007.

### Thay thế
- Canada – Denise Garrido đã được trao vương miện Hoa hậu Hoàn vũ Canada 2013 trong đêm chung kết nhưng sau vài giờ, tổ chức đã phát hiện ra rằng có lỗi đánh máy trong xếp hạng Top 5, điều đó đã ảnh hưởng đến kết quả cuối cùng của cuộc thi. Người chiến thắng chính thức sau đó được thông báo là Riza Santos, trước đây được trao nhầm danh hiệu là Á hậu 3. Đây là trường hợp đầu tiên của lỗi này trong 11 năm mà "Người đẹp Canada" (BOC) đã tạo ra cuộc thi Hoa hậu Hoàn vũ Hoa hậu Canada. Garrido đã thực sự được xếp hạng là Á hậu 3.[81][82] Có một sự trùng hợp khá thú vị là cả hai người đẹp này trước đó đều đã từng đại diện quê hương tham gia hai đấu trường sắc đẹp Hoa hậu Thế giới và Hoa hậu Trái Đất.
- Pháp – Hinarani de Longeaux được Tổ chức Hoa hậu Pháp chỉ định đại diện cho Pháp và thay thế Marine Lorphelin là người chiến thắng ban đầu cuộc thi Hoa hậu Pháp 2013. Sau khi Lorphelin tham gia và đạt danh hiệu Á hậu 1 tại Hoa hậu Thế giới 2013, cô không thể tham dự Hoa hậu Hoàn vũ 2013. Longeaux là Á hậu 1 cuộc thi Hoa hậu Pháp 2013.
- Serbia – Nikolina Bojic được trao vương miện Hoa hậu Serbia 2013, nhưng đã bị truất ngôi sau khi bị tiết lộ rằng cô đã kết hôn. Aleksandra Doknic (trước đây là Hoa hậu Hoàn vũ Serbia 2013 đại diện tham gia Hoa hậu Hoàn vũ) đã thay thế Hoa hậu Serbia 2013 đại diện tham gia Hoa hậu Thế giới, trong khi Ana Vrcelj trở thành Hoa hậu Hoàn vũ Serbia 2013 mới đại diện tham gia Hoa hậu Hoàn vũ.[83]

### Bỏ cuộc
- Albania – Fioralba Dizdari rút lui vì Kosovo không thể tham gia được.[84]
- Quần đảo Cayman – Không cuộc thi nào được tổ chức.
- Síp – Ngày tổ chức "Star Cyprus 2013" đã bị trùng với lịch tham gia của Hoa hậu Hoàn vũ.
- Georgia – Janeta Kerdikoshvili đã không tham gia vì những vấn đề sức khoẻ. Tuy nhiên, cô đại diện cho đất nước tại Hoa hậu Hoàn vũ 2015.
- Ireland – Cuộc thi Hoa hậu Hoàn vũ Ireland đã được dời lại trong năm kế tiếp.
- Kosovo – Mirjeta Shala không tham gia được vì không thể vào Nga vì đất nước này không công nhận Kosovo là một quốc gia độc lập. Mirjeta đại diện cho đất nước trong Hoa hậu Hoàn vũ năm 2015.[84]
- Montenegro – Nikoleta Jovanović không tham gia được vì không đáp ứng được yêu cầu tối thiểu về độ tuổi.
- St. Lucia – Không cuộc thi nào được tổ chức.
- Uruguay – Micaela Orsi rút lui vì Đại sứ quán Nga bác bỏ đơn xin thị thực của cô và vì một số bất đồng về hợp đồng với giám đốc quốc gia.

## Vấn đề tranh cãi
Vào ngày 15 tháng 8 năm 2013, Andy Cohen, người đồng tính công khai, đã từ chối đồng dẫn chương trình cuộc thi do việc áp dụng luật chống đồng tính gần đây của nước Nga. Một kiến nghị trên Internet cũng đã được bắt đầu đề ra cho Tổ chức Hoa hậu Hoàn vũ về việc di dời cuộc thi khỏi Moscow vì những luật lệ này cũng như những lo ngại về quyền con người.
Thomas Roberts của kênh MSNBC, người đã công khai đồng tính, nhận nhiệm vụ dẫn chương trình. Trong khi anh lên án Nga vì luật chống đồng tính, anh cũng tuyên bố niềm tin của mình rằng sự hiện diện của anh ở Nga sẽ đưa ra tình trạng hiệu quả hơn trong việc chống lại việc sợ đồng tính Nga hơn là tẩy chay.
Nhiều năm sau sự kiện, chủ sở hữu lúc đó, Donald Trump, có liên quan đến một cuộc tranh cãi đang diễn ra có liên quan đến cuộc thi này ở Nga.